# Gmina Prusice
Gmina Prusice je polská městsko-vesnická gmina v okrese Trzebnica v Dolnoslezském vojvodství. Sídlem gminy je město Prusice. V roce 2010 zde žilo 9 166 obyvatel.
Gmina má rozlohu 158,02 km². Skládá se z 27 starostenství.

## Částí gminy
StarostenstvíBorów, Borówek, Brzeźno, Budzicz, Chodlewko, Dębnica, Gola, Górowo, Jagoszyce, Kaszyce Wielkie, Kopaszyn, Kosinowo, Krościna Mała, Krościna Wielka, Ligota Strupińska, Ligotka, Pawłów Trzebnicki, Pększyn, Pietrowice Małe, Piotrkowice, Prusice, Raszowice, Skokowa, Strupina, Świerzów, Wilkowa, Wszemirów.
Sídlo bez statusu starostenstvíZakrzewo